# دانيشوار
القديس دانيشوار (يُشار إليه أيضًا باسم جنانيشوار وجناناديفا ودنياندف أو مولي أو دانيانيشوار فيتال كولكرني) (1275-1296)، قديس هندي من القرن الثالث عشر، وشاعر، وفيلسوف، ويوغي من تقاليد ناث شيفا وفاركاري. في حياته القصيرة البالغة 21 عامًا، ألّف دانيشوري (تعليق على البهاغافاد غيتا) وأمرتانبهاف. هذه هي أقدم الأعمال الأدبية الباقية في اللغة الماراثية، وتعتبر معالم في الأدب الماراثى. تعكس أفكار القديس دانيشوار فلسفة أدفايتا فيدانتا اللاثنائية، والتركيز على اليوغا وبهاكتي تجاه فيثوبا، وهو تجسيد للإله فيشنو. ألهم إرثه شعراء قديسين مثل إيكناث وتوكارام، وهو أحد مؤسسي تقليد حركة فاركاري (فيثوبا - كريشنا) بهاكتي للهندوسية في ولاية ماهاراشترا. تعهد دانيشوار بالسمادي في ألاندي عام 1296 ودفن نفسه في غرفة تحت الأرض.

## السيرة الذاتية
ولد دانيشوار في عام 1275 (في يوم كريشنا جانماشتامي الميمون) في عائلة ديشاستا البراهمة الناطقة باللغة الماراثية في قرية أبيغون على ضفاف نهر جودافاري بالقرب من بايتن في ولاية ماهاراشترا في عهد الملك يادافا راماشاندرا. تمتعت المملكة وعاصمتها ديفاجيري بسلام واستقرار نسبيين، وكان الملك راعيًا للآداب والفنون.
حُفظت تفاصيل السيرة الذاتية لحياة القديس دانيشوار في كتابات تلاميذه، ساتيامالاناث وساتشيداناند. تقدم التقاليد المختلفة روايات متضاربة عن تفاصيل حياة دانيشوار. ومع ذلك، فإن تاريخ تكوين عمله دانيشوري (1290) لا جدال فيه. وفقًا للتقاليد الأكثر قبولًا في حياة دانيشوار، فقد ولد عام 1275 م، وحصل على السمادي عام 1296 م. تشير مصادر أخرى إلى أنه ولد عام 1271 م.

### حياته
هناك خلاف حول تفاصيل السيرة الذاتية لحياة دانيشوار القصيرة التي تبلغ نحو 21 عامًا، وموثوقيتها موضع شك. تمتلئ الحسابات المتاحة بأساطير القديس والمعجزات التي قام بها، مثل قدرته على جعل جاموس يغني الفيدا، وتواضعه بركوبه جدار اليوغا المتحرك.
وفقًا للروايات التي وصلت، كان والد دانيشوار فيتالابانت هو كولكرني (محاسب بالوراثة، عادة البراهمة، وهو الذي يحتفظ بسجلات الأراضي والضرائب في القرى) لقرية تسمى أبيغون على ضفاف نهر جودافاري في ولاية ماهاراشترا، وهي مهنة ورثها من أسلافه. تزوج من راكمباي، ابنة كولكرني من ألاندي. ومع أن فيتالابانت كان رب منزل، فقد كان تواقًا إلى التعلم الروحي. زادت خيبة أمله من الحياة نتيجة وفاة والده ولأنه لم يكن لديه أطفال من زواجه. في النهاية، بموافقة زوجته، تخلى عن الحياة الدنيوية وغادر إلى كاشي ليصبح سانياسين (التنازل). وفقًا لنسخة أخرى من هذه الأحداث، جاء والد دانيشوار فيتالابانت من سلسلة طويلة من المعلمين من طائفة ناث يوغي وكان متدينًا بشدة، فقد ذهب في رحلة حج إلى فاراناسي. هناك التقى غورو (مدرس روحي)، وقرر التنازل دون موافقة زوجته.
بدأ فيتالابانت كسانياسين من قبل معلمه الروحي، راماشارما، الذي يُدعى أيضًا راماناندا ونريسيمهاشراما ورمادفايا وشريباد في مصادر مختلفة. لم يكن راماناندا، مؤسس طائفة راماناندي. عندما اكتشف راماشارما أن فيتالابانت قد ترك عائلته وراءه ليصبح راهبًا، أصدر أوامره إلى فيتالابانت بالعودة إلى زوجته وأداء واجباته كرب أسرة. بعد أن عاد فيتالابانت إلى زوجته واستقر في ألاندي، أنجب راخوماباي أربعة أطفال: نيفروتيناث (1273 م)، ودانيشوار (1275 م)، وسوبان (1277 م)، وموكتاباي (1279 م).
رأى البراهمة الأرثوذكس في ذلك الوقت أن عودة المتنازل إلى حياته كصاحب منزل بدعة. حرِم دانيشوار وإخوته من الحق في إقامة حفل الرباط المقدس للقبول الكامل في طبقة البراهمة. وفقًا لباوار، كان هذا يعني الحرمان الكنسي من طبقة البراهمة.
غادر فيتالابانت المدينة في النهاية إلى ناشيك مع عائلته. ذات يوم أثناء أداء طقوسه اليومية، واجه فيتالابانت نمرًا وجهًا لوجه. هرب فيتالابانت وثلاثة من أبنائه الأربعة، لكن نيفروتيناث انفصل عن العائلة واختبأ في كهف. أثناء اختبائه في الكهف، التقى بغانيناث، الذي بدأ نيفروتيناث في حكمة ناث اليوغيين. في وقت لاحق، عاد فيتالابانت إلى ألاندي وطلب من البراهمة اقتراح وسيلة للتكفير عن خطاياه؛ اقترحوا التضحية بحياته ككفارة. ضحى فيتالابانت وزوجته بحياتهما، بفارق عام واحد بينهما، بالقفز في نهر إندراياني على أمل أن يتمكن أطفالهما من عيش حياة خالية من الاضطهاد. تزعم مصادر أخرى وتقاليد شعبية محلية أن الوالدين انتحرا بالقفز في نهر إندراياني. تذكر نسخة أخرى من الأسطورة أن فيتالابانت، الأب ألقى بنفسه في نهر الغانج لتكفير خطيئته.
قُبل دانيشوار وإخوته من خلال تقليد الناث الهندوسية الحي الذي انتمى والداهم إليه بالفعل، حيث أصبح الإخوة الثلاثة والأخت موكتاباي جميعًا من اليوغيين المشهورين وشعراء بهاكتي.

### السفر والموت
بعد أن كتب دانيشوار أمرتانبهاف، زار الأشقاء باندهاربور حيث التقوا بنامديف، الذي أصبح صديقًا مقربًا لدانيشوار. شرع دانيشوار وناماديف في رحلة حج إلى مختلف المراكز المقدسة في جميع أنحاء الهند وشرعوا في ضم العديد من الأشخاص إلى طائفة فاركاري، يُعتقد أن تركيبات التعبدية المسماة أبهانغ قد صيغت خلال هذه الفترة. عند عودتهم إلى باندهاربور، كُرم دانيشوار وناماديف بوليمة شارك فيه، وفقًا لبهيرات، العديد من القديسين المعاصرين مثل «جوروبا الخزاف، وسانفاتا البستاني، وتشوكوبا المنبوذ، وباريسا بهاجوات البراهمة». يقبل بعض العلماء الرأي التقليدي القائل بأن نامديف ودانيشوار كانا في العصر ذاته؛ لكن آخرين مثل دبليو. بي. باتواردهان، وآر. جي. بهانداركار، وآر. بارادفاج لا يوافقون على هذا الرأي ويقولون إن نامديف عاش في أواخر القرن الرابع.
بعد الوليمة، رغب دانيشوار في الذهاب إلى سانجيفان سمادي، وهي ممارسة لترك جسد المرء طواعية بعد دخوله في حالة تأمل عميق، وهي مثل يوغا أشتانغا الممارسة في الهند القديمة. استعد أبناء نامديف لسانجيفان سمادي. فيما يتعلق بسانجيفان سمادي، تحدث دانيشوار نفسه بشكل قاطع عن العلاقة بين زيادة الوعي والنور أو الطاقة النقية في شكل إشعاع كهرومغناطيسي. في اليوم الثالث عشر من النصف المظلم من شهر كارتيك من التقويم الهندي، في ألاندي، بلغ دانيشوار من العمر بعد ذلك واحدًا وعشرين عامًا في سانجيفان سمادي. يقع سمادي في مجمع معبد سيدشوار في ألاندي. حزن نامديف وغيره من المارة على وفاته. وفقًا للتقاليد، أعيد دانيشوار إلى الحياة لمقابلة نامديف عندما صلى الأخير إلى فيثوبا من أجل عودته. كتب دالمير أن هذا يثبت «خلود الصداقة الحقيقية ورفقة القلوب النبيلة والمحبة». يعتقد العديد من المتعصبين لفاركاري أن دانيشوار ما يزال على قيد الحياة.

### المعجزات
ارتبطت العديد من المعجزات بحياة دانيشوار، إحداها إحياء جثة تلميذه ساتشيداناند. يلخص فريد دالمير إحدى هذه الأساطير على النحو التالي من سيرة القديسين لمهيبتي: في سن الثانية عشرة، ذهب دانيشوار مع أشقائه الفقراء والمنبوذين إلى باثن لطلب الرحمة من كهنة باثن. هناك تعرضوا للإهانة والسخرية. وبينما كان الأطفال يعانون من التنمر، كان على الطريق القريب رجل يضرب جاموسًا عجوزًا بعنف، وانهار الحيوان المصاب بالبكاء. طلب دانيشوار من صاحب الجاموس التوقف، متعاطفًا مع الحيوان. سخر منه الكهنة لكونه أكثر اهتمامًا بالوحش وغير مهتم بتعاليم الفيدا. رد دانيشوار أن الفيدا أنفسهم يعتبرون كل الحياة مقدسة ومظهر من مظاهر البراهمة. أشار الكهنة الغاضبون إلى أنه وبحسب منطقه فالوحوش قادرة على تعلم الفيدا أيضًا. ثم وضع دانيشوار يده على جبين الجاموس وبدأ في تلاوة آية فيدية بصوت عميق. وفقًا لفريد دالمير، قد لا يشعر المرء بالقلق بشأن ما إذا كانت هذه القصة تعكس بدقة سيرة دانيشوار، فالقصة لها أهمية رمزية كما قصة يسوع في أورشليم في متى 3:9.